# Бина (город, Миннесота)
Бина (англ. Bena) — город в округе Касс, штат Миннесота, США. На площади 1,3 км² (1,3 км² — суша, водоёмов нет), согласно переписи 2002 года, проживают 110 человек. Плотность населения составляет 84,2 чел./км².
- Телефонный код города — 218
- Почтовый индекс — 56626
- FIPS-код города — 27-05104[1]
- GNIS-идентификатор — 0655329[2]